# 卢·琼斯
卢·琼斯（英語：Lou Jones，1932年1月15日—2006年2月3日），美国男子田径运动员，主攻短跑。他曾代表美国参加1956年夏季奥林匹克运动会田径比赛，获得男子4×400米接力金牌。